# Clinopodium taygeteum
Clinopodium taygeteum là một loài thực vật có hoa trong họ Hoa môi. Loài này được (P.H.Davis) Bräuchler mô tả khoa học đầu tiên năm 2006.